# Mozkovna

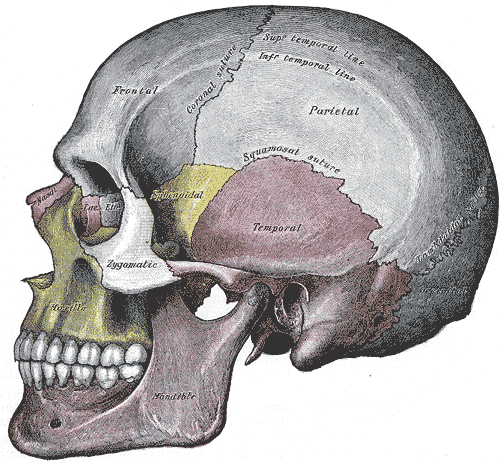
Pohled na lebku člověka ze strany

Mozkovna (latinsky neurocranium) je část lebky chránící mozek. U člověka je mozkovna větší než obličejová část lebky (viscerocranium). Tento poměr je ještě mnohem výraznější u lebky novorozence. Mozkovna se skládá z lebeční klenby (calvaria) a z lebeční spodiny (basis cranii). Lebeční klenbu tvoří kost čelní, dvě kostí temenní, kost týlní a kost spánková. Lebeční spodinu pak kost spánková, klínová a čichová. Kosti jsou navzájem spojeny švy.